# Tephrina arenularia
Tephrina arenularia är en fjärilsart som beskrevs av Paul Mabille 1880. Tephrina arenularia ingår i släktet Tephrina och familjen mätare. Inga underarter finns listade i Catalogue of Life.